# Kevin Daniels
Kevin Dwight Daniels Jr. mais conhecido como Kevin Daniels (nascido em 9 de Dezembro de 1976) é um ator americano que começou sua carreira com um papel de apoio no filme Twelfth Night e What You Will do diretor Nicholas Hytner.
Ele apareceu no filme de Hollywood Homicide, bem como a série de TV Law & Order, Frasier, House MD e Modern Family. 
Daniels participou da Juilliard School como um membro do Grupo da Divisão de Drama 27 (1994-1998).

## Ligações Externas
- Kevin Daniels. no IMDb.Referências

1. ↑  http://www.imdb.com/name/nm0199823/bio
2. ↑  http://www.imdb.com/name/nm0199823/
3. ↑  http://www.juilliard.edu/alumni/news/news_decades/2007-2008/0709/index.php